# Дыхание Чейна — Стокса
Дыха́ние Че́йна — Сто́кса, периоди́ческое дыха́ние — дыхание, при котором поверхностные и редкие дыхательные движения постепенно учащаются и углубляются и, достигнув максимума на пятый — седьмой вдох, вновь ослабляются и урежаются, после чего наступает пауза. Затем цикл дыхания повторяется в той же последовательности и переходит в очередную дыхательную паузу. Название дано по именам медиков Джона Чейна и Уильяма Стокса, в чьих работах начала XIX века этот симптом был впервые описан.
Дыхание Чейна — Стокса объясняется снижением чувствительности дыхательного центра к СО2: во время фазы апноэ снижается парциальное давление кислорода в артериальной крови (РаО2) и нарастает парциальное давление углекислого газа (гиперкапния), что приводит к возбуждению дыхательного центра, и вызывает фазу гипервентиляции и гипокапнии (снижение PaCO2).
Дыхание Чейна — Стокса встречается в норме у детей младшего возраста, иногда у взрослых во время сна; патологическое дыхание Чейна — Стокса может быть обусловлено черепно-мозговой травмой, гидроцефалией, интоксикацией, выраженным атеросклерозом сосудов головного мозга, при сердечной недостаточности (за счёт увеличения времени кровотока от лёгких к мозгу).
Известность получило упоминание «периодического (Чейн — Стоксова) дыхания» в бюллетене о состоянии здоровья Иосифа Сталина от 2 часов ночи 5 марта 1953 года.

## Авторы, описавшие тип дыхания
- Джон Чейн (англ. J. Cheyne) (1777—1836) — шотландский врач, впервые описал тип дыхания в 1818 году у больного инсультом. Опубликовано в Дублине.
- Уильям Стокс (англ. W. Stokes) (1804—1878) — ирландский врач, более подробно и обстоятельно описал этот тип дыхания в 1854 г. у больного с заболеванием сердца. Опубликовано в Дублине[2].